# カフェデュモンド

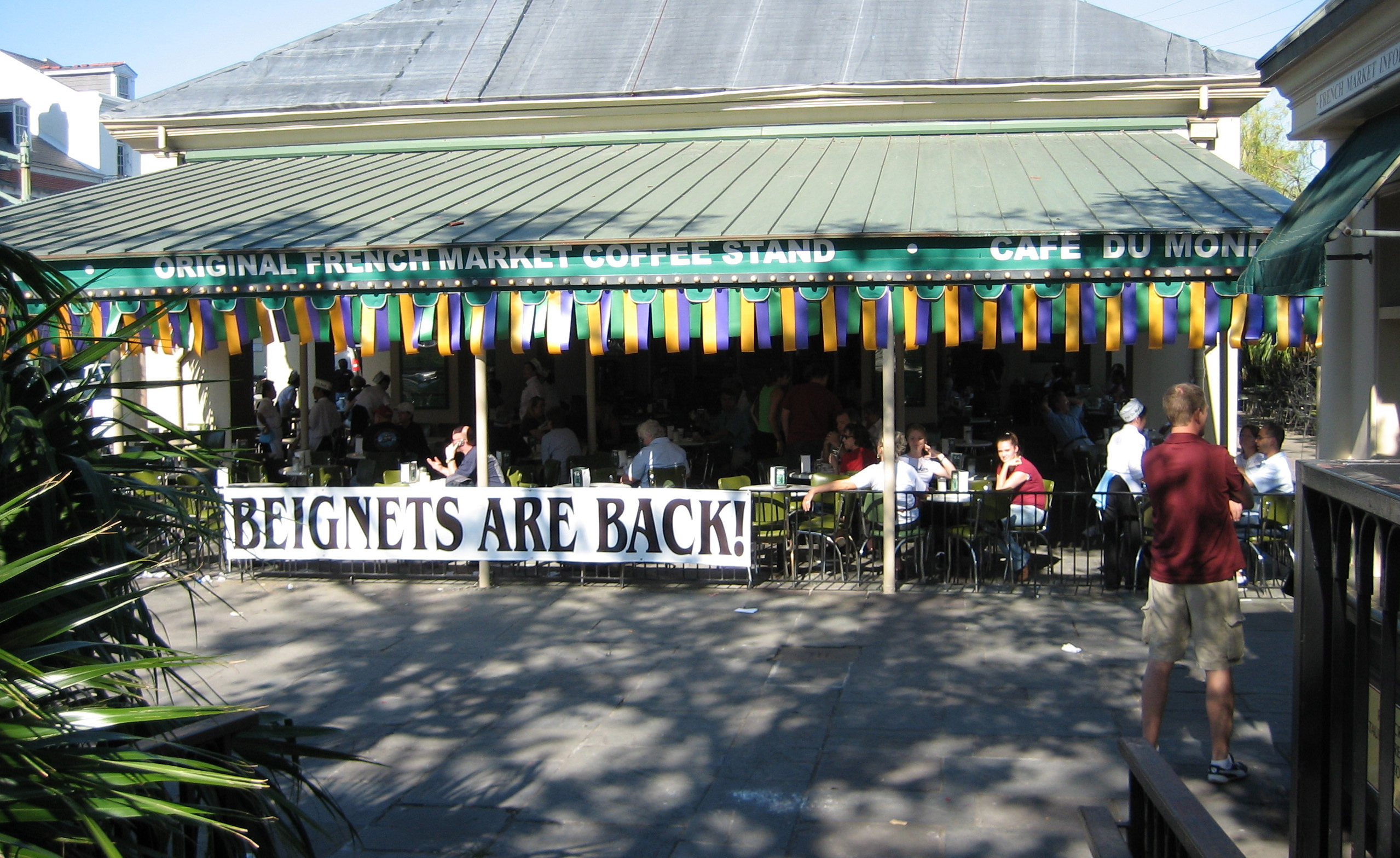
ハリケーン・カトリーナ襲来後に再開した本店

カフェデュモンド（Café du Monde）は、アメリカ合衆国ルイジアナ州ニューオーリンズの喫茶店。1862年、フレンチ・クオーターのディケイター通りに開店。当時の古風なオープン・テラス形式の店舗を現在も保っており、観光客が訪れる名店のひとつに数えられる。

## 概要
ベニエ（beignet）と呼ばれる粉砂糖をかけた角型のドーナツとチコリ入りのフレンチ・ロースト・コーヒー、カフェオレが看板メニュー。1980年代になるとチェーン店展開を開始し、かつてはジョージア州アトランタにも店舗があったが、2016年12月現在はニューオーリンズ市とその近隣にリバーウォーク（ミシシッピ川沿いのショッピングモール）をはじめ、9つの喫茶店と4つのギフト店が営業中である。バトンルージュ市にも1店舗がある。本店は24時間営業で、ほぼ年中無休で営業しており、クリスマスとハリケーン接近時のみ休業する。
なお、カフェデュモンドのコーヒー粉末は、同店以外にも米国内の大型のスーパーマーケットやアジア系食材店、ケイジャン・クレオール食品のネットショップでも販売しているところがある。また日本国内のカフェデュモンド店舗でも販売していた。

## 日本での展開
1990年にダスキンの経営により日本進出し、2005年時点では36店舗（東北1、東京4、東京以外の関東10、北陸1、東海2、近畿11、中国3、四国3、九州1店舗）あった。しかし、2009年に店舗数が30を割り、2012年に店舗数が20を割り、2016年12月時点では10店舗あったものの、2017年には5店舗に減り、2018年には1店舗に減り、最後の1店となった水戸京成百貨店の店舗も2018年3月19日に閉店し、アメリカ本国での創業社であるフェルナンデス社との独占的ライセンス及び供給契約が2018年3月31日をもって解消され、日本から撤退した。
日本の店舗では、本場のメニューにはないディップ・ベニエ、ホットドッグなど独自のメニューも用意していた。

## カフェデュモンドが登場する作品

### 映画
- New Orleans Uncensored（1955年）
- 『ニューオーリンズ・トライアル』 Runaway Jury（2003年）
ランキン・フィッチ（ジーン・ハックマン）とニコラス・イースター（ジョン・キューザック）がカフェデュモンド店内で会う。
- 『グランド・イリュージョン』 Now You See Me（2013年）
冒頭のシーンでメンタリストのメリット・マッキニー（ウディ・ハレルソン）がカフェデュモンド店内にいた夫婦に技を披露する。
- 『シェフ 三ツ星フードトラック始めました』 Chef（2014年）
主人公カール・キャスパー（ジョン・ファヴロー）が息子パーシー（エムジェイ・アンソニー）とカフェデュモンド本店でベニエを買う。

## ギャラリー

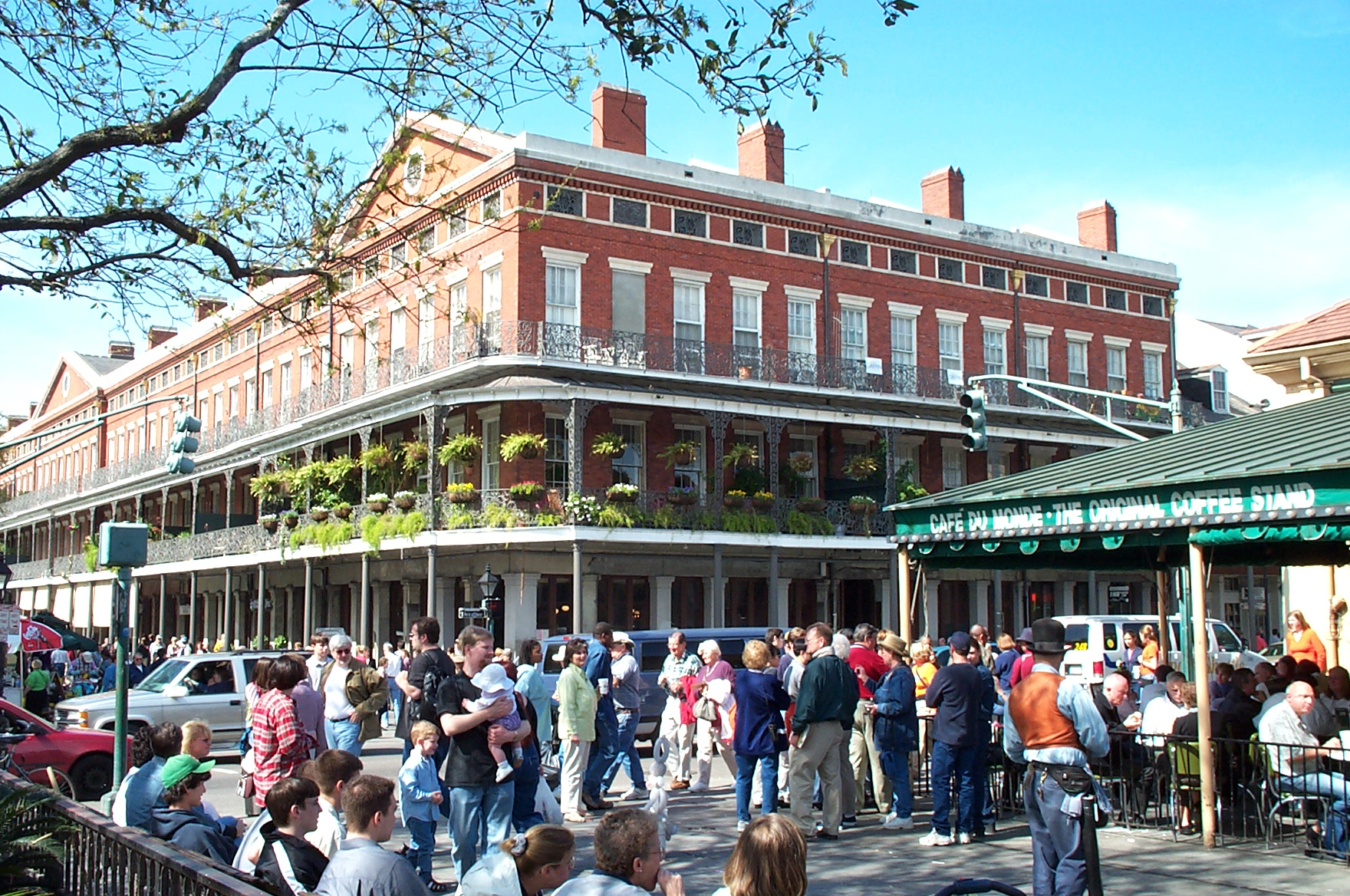
カフェデュモンドのテラス（右）。背景にポンタルバ・ビルが見える。
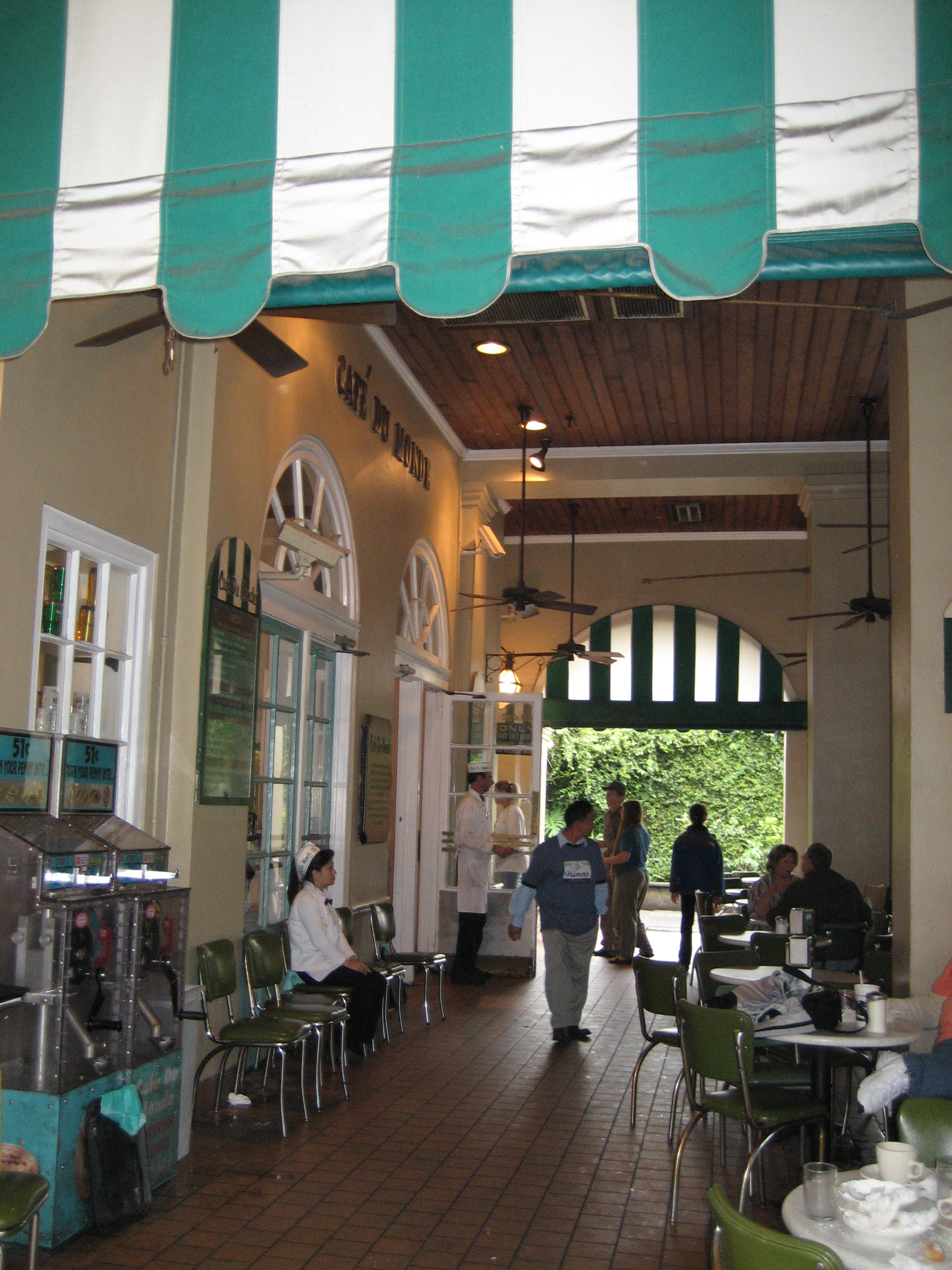
店内
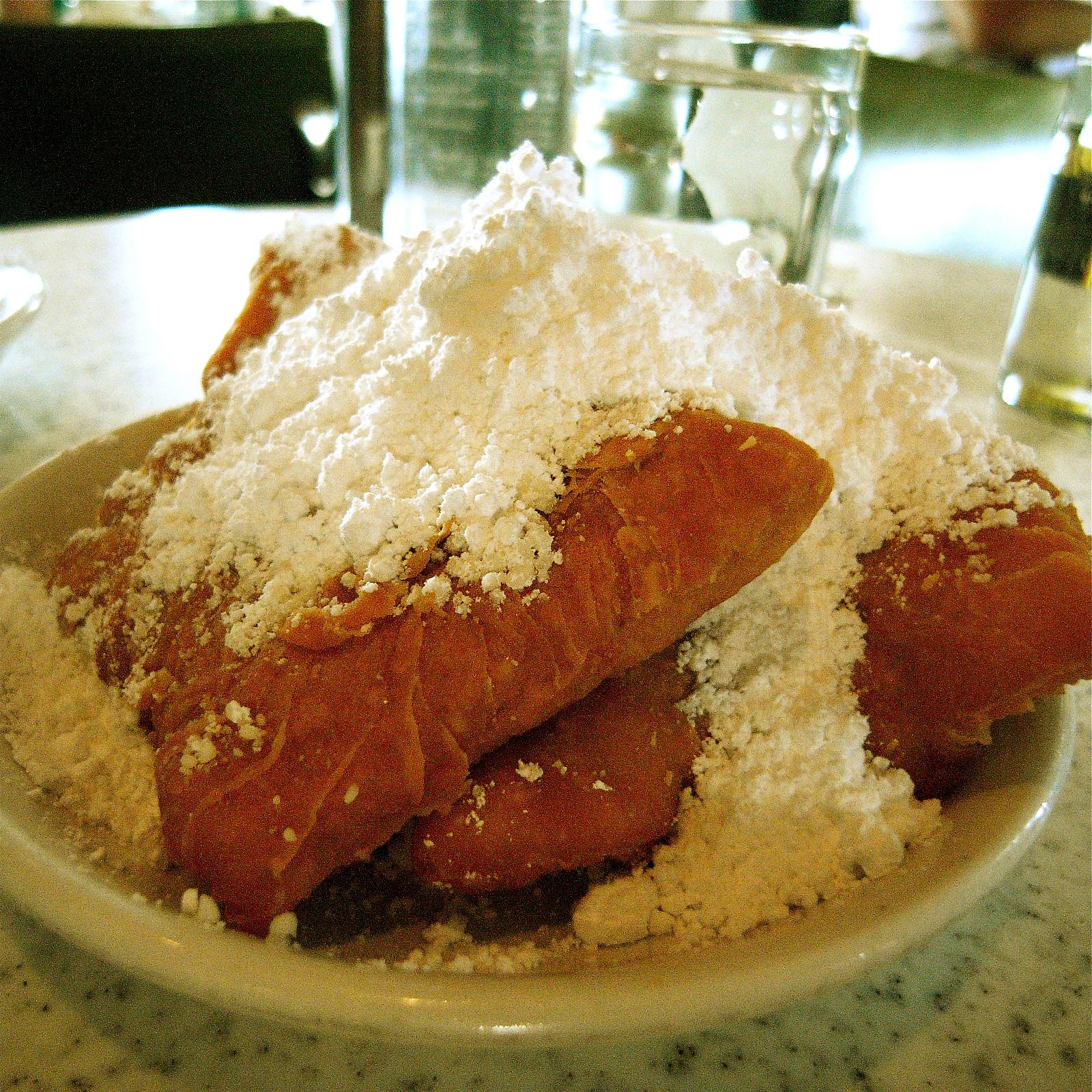
粉砂糖をまぶしたカフェデュモンドのベニエ
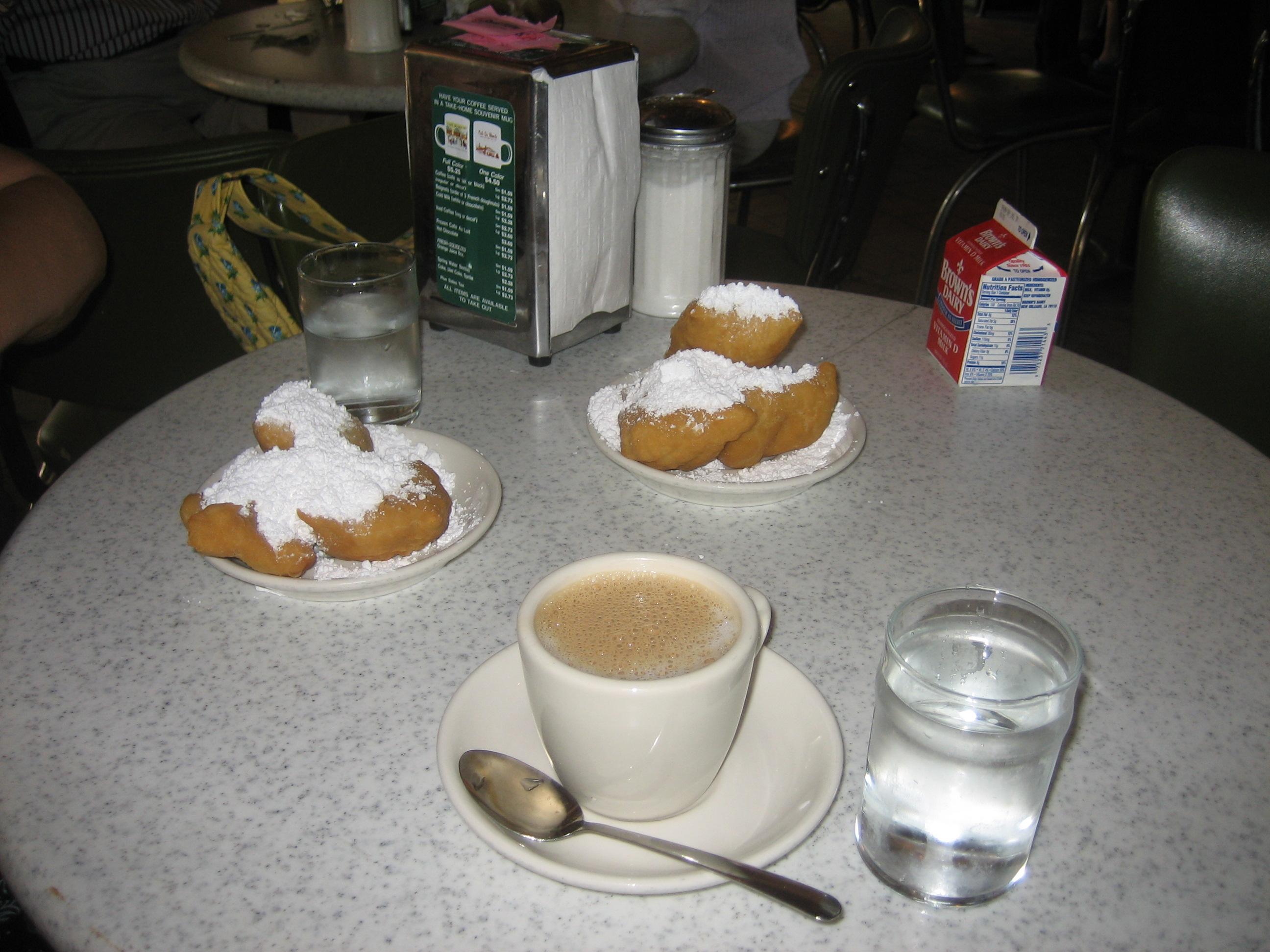
ベニエとコーヒー

## その他
- 異物混入問題
同社が日本に展開している25店舗のうち、京都市と山口県防府市の2店舗に於いて、2010年4月23日から7月6日にかけ店頭で販売された粉末コーヒー商品「チコリコーヒー缶」から、紐状もしくはフィルム状の異物が発見されたことが判明し、日本での運営母体であるダスキンは、対象商品約3,000点を自主回収することになった[15]。